# Föderales Fachzentrum für zivile Sicherheit
Das Föderale Fachzentrum für zivile Sicherheit ist ein Dienst des belgischen Staates mit nichtstaatlicher Geschäftsführung.
Es ist beauftragt, Fachwissen in Sachen zivile Sicherheit zu sammeln, zu bearbeiten und zur Verfügung zu stellen, insbesondere damit die Einsatzdienste der zivilen Sicherheit einen besseren, einheitlichen Dienst gewährleisten können.

## Geschichte
Da der ursprüngliche Verordnungstext über die zivile Sicherheit – vorher „Zivilschutz“ genannt – aus dem Jahr 1963 stammt, mussten die Rechtsvorschriften den neuen Herausforderungen und Risiken der modernen Gesellschaft angepasst werden. Vor diesem Hintergrund ist ein Entwurf der Reform zur zivilen Sicherheit entstanden.
Die Katastrophe von Ghislenghien hat alle Akteure – Feuerwehrleute, Gouverneure, Föderalstaat sowie Städte- und Gemeindeverbände – in ihrem Willen bestärkt, zu einer umfassenden Reform des Systems zu gelangen.
Eine wichtige Etappe dieser Reform ist das Gesetz vom 15. Mai 2007 über die zivile Sicherheit, das den neuen allgemeinen Rahmen bildet, in den sich die gesamten Ausführungsmaßnahmen einfügen müssen. Eckstein dieses Gesetzes ist die Schaffung neuer Körperschaften auf überlokaler Ebene, den sogenannten Hilfeleistungszonen. Diese gewährleisten die Aufträge der zivilen Sicherheit von den Feuer- und Rettungswachen aus. Durch das Gesetz wird ein Grundprinzip verwirklicht, das von der Paulus-Kommission, der Begleitkommission für die Reform der zivilen Sicherheit, empfohlen worden ist: Jeder Bürger hat ein Anrecht auf die schnellstmögliche, angemessene Hilfe.
Das bedeutet, dass die Grenzen der Gemeinden, Provinzen oder Regionen in Zukunft kein Hindernis mehr für die Einsätze der Hilfsdienste darstellen sollen.
Die Schaffung des Föderalen Fachzentrums für zivile Sicherheit fällt in den Rahmen dieser Reform und wurde von den Hilfsdiensten initiiert.
Es wurde entschieden, eine spezifische Struktur beim Föderalen Öffentlichen Dienst Inneres zu schaffen, die jedoch durch die Zuerkennung der Rechtsstellung eines Staatsdienstes mit getrennter Geschäftsführung über die nötige Autonomie verfügt.
Die Schaffung des Fachzentrums soll die Sammlung und Bearbeitung von Informationen über die zivile Sicherheit im Hinblick auf die Verbesserung der Qualität der Hilfeleistungen ermöglichen. Dem Zentrum wird das Fachwissen von Personen zugutekommen, die am Einsatzort tätig sind, insbesondere dadurch, dass sich aus Hilfsdiensten entsandte operative Mitglieder an den Arbeiten des Zentrums beteiligen.
Das Fachzentrum ist im Rahmen des Gesetzes vom 22. Januar 2007 und des Königlichen Erlasses vom 28. März 2007, in denen die Ausführungsbestimmungen festgelegt worden sind, geschaffen worden. Am 10. Juni 2008 hat der Minister des Innern, Patrick Dewael, die Einrichtung des Zentrums offiziell vorgenommen.

## Aufträge
Das Fachzentrum ist mit folgenden, in Artikel 3 des Königlichen Erlasses vom 28. März 2007 festgelegten Aufträgen, beauftragt:
- Erstellung technischer Richtlinien und Einsatzverfahren für die Hilfeleistungszonen,
- Ausbildung des Personals der Einsatzdienste der zivilen Sicherheit,
- Sammlung und Analyse statistischer Daten der Hilfeleistungszonen,
- Prüfung und Auswertung von Zwischenfällen, um Lehren daraus zu ziehen,
- Schaffung eines Dokumentationszentrums über die zivile Sicherheit,
- Entwicklung und Erweiterung von Fachkenntnissen und Knowhow in den verschiedenen Einsatzdiensten der zivilen Sicherheit,
- Durchführung oder Bestellung von Studien auf der Grundlage der gesammelten oder zur Verfügung gestellten Informationen zur Unterstützung der Politik der zivilen Sicherheit und zur Verbesserung der Qualität der Einsatzdienste der zivilen Sicherheit,
- Formulierung strategischer Ratschläge für den Minister, auf seinen Antrag hin oder aus eigener Initiative,
- Verbreitung von Kenntnissen und Zurverfügungstellung von Informationen an den Minister, die Provinzgouverneure, den Gouverneur der Region Brüssel-Hauptstadt, die Bürgermeister und die Verwaltungs- und Einsatzdienste der zivilen Sicherheit,
- Aufbau eines Kompetenznetzes aus Experten und Spezialisten aus dem In- und Ausland, unter anderem aus den Verwaltungen, den Einsatzdiensten, den Universitäten sowie den anderen betroffenen Vereinigungen und Organisationen,
- Mitarbeit bei den Untersuchungen und Studien über die zivile Sicherheit, die von anderen öffentlichen Einrichtungen durchgeführt werden,
- Bei einem Notfall, wie im Königlichen Erlass vom 16. Februar 2006 über die Noteinsatzpläne erwähnt, Unterstützung der eingreifenden Hilfsdienste durch die Zurverfügungstellung von Informationen und Fachkenntnissen.

## Organisation
Das Fachzentrum setzt sich aus folgenden Organen zusammen:
- Dem geschäftsführenden Ausschuss: Er bestimmt die Aufträge, die Zusammensetzung und die Arbeitsweise des Zentrums.
- Dem administrativen Büro: Es sorgt für die tägliche administrative und finanzielle Verwaltung des Fachzentrums, erstellt einen Aktionsplan in enger Zusammenarbeit mit der technischen und wissenschaftlichen Gruppe und gewährleistet die Folgemaßnahmen.
- Der technischen und wissenschaftlichen Gruppe: Sie setzt sich aus Experten zusammen, die aufgrund ihrer Fachkenntnisse in Sachen zivile Sicherheit bestellt worden sind. Bei der Ausübung ihres Auftrags unterstehen sie dem Generaldirektor des Fachzentrums.

## Rechtsgrundlagen
- Gesetz vom 22. Januar 2007 zur Schaffung des Föderalen Fachzentrums für zivile Sicherheit (B.S. vom 21. Februar 2007, deutsche Übersetzung B.S. vom 7. Mai 2007)[3]

- Königlicher Erlass vom 28. März 2007 über ein föderales Fachzentrum für zivile Sicherheit (B.S. vom 13. April 2007, deutsche Übersetzung B.S. vom 30. Oktober 2008)[4]

- Titel VIII (Art. 175) des Gesetzes vom 15. Mai 2007 über die zivile Sicherheit (B.S. vom 31. Juli 2007, deutsche Übersetzung B.S. vom 25. Juni 2008)[5]

## Standort
Das Fachzentrum befindet sich in der Stadt Brüssel (Rue de Louvain/Leuvenseweg).